# Медији у Србији
Медији у Србији су медији који раде на подручју Србије. Телевизију, часописе и новине воде државне и приватне организације које профит стварају рекламирањем, претплатом и на друге начине. Устав Србије гарантује слободу говора и штампе.

## Историја
Током 1990-их дошло је до прекида државног монопола над медијима. Током те деценије, медији су остали подељени између државних и независних. Анатомија медија и преживљавање независних медија је остало главни камен спотицања током владавине Слободана Милшевића. Током овог времена, медији су били инструмент домаћих и међународних непријатеља. Грађанско друштво и међународни донатори су стајали иза стварања независних медија. Према Асоцијацији за развој приватног радиодифузног развоја (Association for Private Broadcasting Development), Србија је 2000. године имала 480 радио и ТВ станица, од којих су 300 биле приватне, док су остале биле локални и јавни медији.
Контрола медија се спроводила уз помоћ разних стратегија. Са једне стране, правни оквир медијског система је намерно остављен у хаотичном стању, док је држава задржала монопол над дистрибуцијом фреквенција и дозволом штампања новина, рада штампарија и дистрибутивних мрежа. Штавише, независни новинари, медији и медијски оглашивачи су малтретирани, прекидани и намерно затварани — нарочито ако су перципирани као опасни по владу, посебно током избора, масовних демонстрација 1996/97. и рата на Косову и Метохији 1999.
Током пада Слободана Милошевића, највише државних медија се променило током ноћи подржавши нову владајућу коалицију (ДОС). Политичке промене су створиле пут за реконструкцију медијског сектора. Ипак, нова демократска влада није успела да спроведе транзицију до краја. Политика према медијима је била запостављена током читавог периода 2001—2010 године, како не би била поремећена подршка гласача.
Због тога је медијски сектор био реформисан споро и некохерентно након дугог периода одуговлачења. Србија је 2010. године имала око 523 штампана медија, 201 радио-станицу, 103 ТВ станице и 66 интернет-медија. Скоро 2,2 милиона грађана регуларно чита штампане медије скоро 3 сата на дан. Ипак, одрживост медија на тржишту и даље представља проблем због малих зарада од реклама. Нове изазове представљају: ризик од притиска економских група блиских политичким странкама, као и тешка економска ситуација настала као последица економске кризе. Југоисточна медијска опсерваторија (South East European Media Observator) је проценила да 25—40% зарада од рекламирања у медијима је дошло од државе; таква јавна потрошња није регулисана.

## Правни оквир
Србија је потписница Европске конвенције о људским правима и Међународног пакта о политичким и грађанским правима, по којима има обавезу да заштити слободу изражавања и информација.
Устав Србије гарантује слободу изражавања (укључујући слободу изражавања и штампаних медија, члан 46) и дозвољава законско ограничење „ако је то неопходно ради заштите права и угледа других, чувања ауторитета и непристрасности суда и заштите јавног здравља, морала демократског друштва и националне безбедности Републике Србије” — што је у складу са стандардима које је поставила Европска конвенција о људским правима.
Уставно је право да се у потпуној слободи оснују медији (члан 50). Дозволе за рад су потребне ТВ и радио станицама и њих додељује независно тело - Републичка радиодифузна агенција. Цензура је забрањена уставом.